# Soon-Yi Previn
Soon-Yi Previn o Soon-Yi Farrow (Corea del Sur, 8 de octubre de 1970) es la hija adoptiva de Mia Farrow y André Previn. Está casada con el director Woody Allen.

## Nacimiento y adopción
Nacida en Corea del Sur, el 8 de octubre de 1970
(fecha asignada al azar por las autoridades surcoreanas) Soon-Yi tenía unos 8 años cuando fue adoptada por Mia Farrow y su marido André Previn.

## Woody Allen
En 1992 los medios de comunicación revelaron que Soon-Yi tenía una relación con Woody Allen, el que durante largo tiempo había sido pareja de su madre adoptiva Mia Farrow. Farrow tenía un hijo biológico con Allen, Ronan Farrow, y dos hijos adoptivos, Moses y Dylan.  
La pareja contrajo matrimonio el 24 de diciembre de 1997 en el Palazzo Cavalli en Venecia, Italia. Tienen dos hijos adoptivos, Bechet Dumaine Allen y Manzie Tio Allen, denominados así por los músicos de jazz Sidney Bechet y Manzie Johnson.

## Educación
Soon-Yi se graduó en Arte en la Drew University en 1995, y más tarde, en 1998, obtuvo un master en educación especial por la Universidad de Columbia.

## Filmografía
- Wild Man Blues (1997)
- Scenes from a Mall
- Hannah y sus hermanas